# Nandakini
Der Nandakini ist ein linker Nebenfluss der Alaknanda, dem linken Quellfluss des Ganges, im Himalaya im indischen Bundesstaat Uttarakhand.
Der Nandakini entsteht an der Südflanke des Nanda Ghunti im Südwesten der Nanda-Devi-Gruppe auf einer Höhe von 4700 m. Der Nandakini fließt in überwiegend westlicher Richtung durch den Distrikt Chamoli. Der Nandakini mündet schließlich bei Nandaprayag in die Alaknanda. Der Nandakini hat eine Länge von ca. 50 km. 